# Melissa (Mercyful Fate)
| Recensione                       | Giudizio |
| -------------------------------- | -------- |
| AllMusic                         | [ 2 ]    |
| Collector's Guide to Heavy Metal | [ 3 ]    |
| Metal Forces                     | [ 4 ]    |
| Sputnikmusic                     | [ 5 ]    |

Melissa è il primo album in studio del gruppo musicale danese Mercyful Fate, pubblicato il 30 ottobre 1983 dalla Roadrunner Records.

## Descrizione
Buona parte del materiale sull'album ebbe origine dai demo incisi quando i musicisti erano membri dei gruppi underground Black Rose e Brats: Curse of the Pharaohs, originariamente intitolata Night Riders era un vecchio pezzo dei Brats, e fu ribattezzata così dopo che King Diamond cambiò il testo originariamente scritto dal bassista dei Brats; Love Criminals, la prima canzone scritta dai Mercyful Fate in assoluto, venne re-intitolata Into the Coven, e avrebbe dovuto essere la title track dell'album. Il disco contiene inoltre Satan's Fall che, come ricorda Michael Denner, necessitò molto tempo per essere imparata dalla band e possedeva una strana atmosfera che poche volte aveva sentito. Hank Shermann compose la musica per questa canzone, che fu scritta nel corso di molte notte insonni su una chitarra acustica nel suo soggiorno. La band impiegò molto tempo in studio per registrare la canzone, dato che Shermann aggiungeva continuamente nuove parti. Secondo Denner, ci sono almeno sedici riff diversi in Satan's Fall, che è inoltre la canzone più lunga della band con i suoi oltre 11 minuti di durata, fino a quel momento.

## Registrazione
Il 18 luglio 1983, i Mercyful Fate iniziarono le sessioni di registrazione presso gli Easy Sounds Studios di Copenhagen con la produzione di Henrik Lund, co-proprietario dello studio insieme a suo fratello. La band trascorse 12 giorni in studio per incidere e mixare l'album. Lund, che non aveva mai prodotto un gruppo metal prima, si occupò del missaggio dell'album, ma accettò consigli e commenti dei musicisti. La band trovò questa procedura molto irritante, ma in retrospettiva, Diamond ammette "che il produttore non voleva un mucchio di marmocchi inesperti che gli stavano con il fiato sul collo". All'epoca, la casa discografica chiese alla band di fare qualche cover, quindi il gruppo registrò una versione di Immigrant Song dei Led Zeppelin. La band però la scartò perché non si amalgamava bene con il resto dei testi sull'album. Secondo Shermann, la performance vocale di Diamond fu sorprendente, molto simile alla voce originale di Robert Plant.

## Pubblicazione
L'album fu pubblicato il 30 ottobre 1983. Si trattò del primo disco pubblicato dalla Roadrunner Records, e del primo LP dei Mercyful Fate ad essere pubblicato ufficialmente negli Stati Uniti.
Nel dicembre 1983 fu pubblicato il singolo Black Funeral. La B-side del 45 giri è Black Masses, traccia registrata durante le sessioni di Melissa, ma non inclusa nella versione definitiva dell'album. Fu la prima canzone ad essere registrata durante le sedute in studio ma non soddisfece completamente i membri della band, e così fu tenuta da parte come lato B del singolo.

## Riconoscimenti
Nel giugno del 2017 la rivista Rolling Stone ha collocato l'album alla diciassettesima posizione dei 100 migliori album metal di tutti i tempi.

## Tracce
Testi di King Diamond, musiche di Hank Shermann.
1. Evil – 4:45
2. Curse of the Pharaohs – 3:57
3. Into the Coven – 5:11
4. At the Sound of the Demon Bell – 5:23
5. Black Funeral – 2:50
6. Satan's Fall – 11:23
7. Melissa – 6:40

## Formazione
- King Diamond - voce
- Hank Shermann - chitarra
- Michael Denner - chitarra
- Timi Hansen - basso
- Kim Ruzz - batteria

## Curiosità
- La traccia Into the Coven presente nell'album fu inserita nella lista nera Filthy Fifteen del PMRC.[10]